# Narek Aslanian
Narek Aslanian (orm. Նարեկ Ասլանյան; ur. 4 czerwca 1996 w Erywaniu) – ormiański piłkarz występujący na pozycji pomocnika w ormiańskim klubie Gandzasar Kapan oraz w reprezentacji Armenii.

## Kariera klubowa

### Piunik Erywań
1 stycznia 2013 podpisał kontrakt z ormiańskim klubem Piunik Erywań. Zadebiutował 9 marca 2013 w meczu Barcragujn chumb przeciwko Szirak Giumri (0:1). 7 maja 2013 wystąpił w finale Pucharu Armenii przeciwko Szirak Giumri (0:1) zdobywając trofeum. Pierwszą bramkę zdobył 31 sierpnia 2013 w meczu ligowym przeciwko Urartu Erywań (2:2). W sezonie 2013/14 jego zespół ponownie zwyciężył w finale Pucharu Armenii. W kwalifikacjach do Ligi Europy zadebiutował 3 lipca 2014 w meczu przeciwko FK Astana (1:4). W sezonie 2014/15 jego zespół zajął pierwsze miejsce w tabeli zdobywając mistrzostwo Armenii. W tym samym sezonie triumfował w rozgrywkach o Puchar Armenii trzeci raz z rzędu. 24 września 2015 jego zespół zwyciężył w meczu o Superpuchar Armenii z Mika Erywań (3:0).

### Gandzasar Kapan
1 lipca 2018 przeszedł do drużyny Gandzasar Kapan. Zadebiutował 29 lipca 2018 w meczu o Superpuchar Armenii przeciwko Alaszkert Erywań (2:0). W Barcragujn chumb zadebiutował 22 września 2018 w meczu przeciwko Ararat Erywań (4:0). Pierwszą bramkę zdobył 27 listopada 2019 w meczu ćwierćfinału Pucharu Armenii przeciwko Alaszkert Erywań (3:1).

## Kariera reprezentacyjna

### Armenia
W 2017 roku otrzymał powołanie do reprezentacji Armenii. Zadebiutował 4 czerwca 2017 w meczu towarzyskim przeciwko reprezentacji Saint Kitts i Nevis (5:0).

## Statystyki

### Klubowe
(aktualne na dzień 24 grudnia 2020)
| Klub               | Sezon              | Liga               | Liga  | Liga   | Puchar kraju | Puchar kraju | Europa | Europa | Inne  | Inne   | Suma  | Suma   |
| Klub               | Sezon              | Liga               | Mecze | Bramki | Mecze        | Bramki       | Mecze  | Bramki | Mecze | Bramki | Mecze | Bramki |
| ------------------ | ------------------ | ------------------ | ----- | ------ | ------------ | ------------ | ------ | ------ | ----- | ------ | ----- | ------ |
| Piunik Erywań      | 2012/13            | Barcragujn chumb   | 6     | 0      | 2            | 0            | 0      | 0      | –     | –      | 8     | 0      |
| Piunik Erywań      | 2013/14            | Barcragujn chumb   | 17    | 1      | 3            | 0            | 0      | 0      | 0     | 0      | 20    | 1      |
| Piunik Erywań      | 2014/15            | Barcragujn chumb   | 15    | 5      | 2            | 0            | 2      | 0      | 0     | 0      | 19    | 5      |
| Piunik Erywań      | 2015/16            | Barcragujn chumb   | 4     | 0      | 1            | 0            | 0      | 0      | 0     | 0      | 5     | 0      |
| Piunik Erywań      | 2016/17            | Barcragujn chumb   | 26    | 1      | 5            | 0            | 1      | 0      | –     | –      | 32    | 1      |
| Piunik Erywań      | 2017/18            | Barcragujn chumb   | 17    | 0      | 1            | 0            | 2      | 0      | –     | –      | 20    | 0      |
| Piunik Erywań      | Ogólnie            | Ogólnie            | 85    | 7      | 14           | 0            | 5      | 0      | 0     | 0      | 104   | 7      |
| Gandzasar Kapan    | 2018/19            | Barcragujn chumb   | 11    | 0      | 2            | 0            | 0      | 0      | 1     | 0      | 14    | 0      |
| Gandzasar Kapan    | 2019/20            | Barcragujn chumb   | 10    | 0      | 2            | 2            | –      | –      | –     | –      | 12    | 2      |
| Gandzasar Kapan    | 2020/21            | Barcragujn chumb   | 4     | 0      | 1            | 0            | –      | –      | –     | –      | 5     | 0      |
| Gandzasar Kapan    | Ogólnie            | Ogólnie            | 25    | 0      | 5            | 2            | 0      | 0      | 1     | 0      | 31    | 2      |
| Ogólnie w karierze | Ogólnie w karierze | Ogólnie w karierze | 110   | 7      | 19           | 2            | 5      | 0      | 1     | 0      | 135   | 9      |

### Reprezentacyjne
(aktualne na dzień 24 grudnia 2020)
| Reprezentacja | Rok     | Mecze | Bramki |
| ------------- | ------- | ----- | ------ |
| Armenia       |         |       |        |
| 2017          | 1       | 0     |        |
| Ogólnie       | Ogólnie | 1     | 0      |

| Mecze i gole w reprezentacji | Mecze i gole w reprezentacji | Mecze i gole w reprezentacji | Mecze i gole w reprezentacji | Mecze i gole w reprezentacji | Mecze i gole w reprezentacji | Mecze i gole w reprezentacji | Mecze i gole w reprezentacji |
| Lp.                          | Data                         | Miejsce                      | Gospodarz                    | Gość                         | Wynik                        | Gol                          | Rozgrywki                    |
| ---------------------------- | ---------------------------- | ---------------------------- | ---------------------------- | ---------------------------- | ---------------------------- | ---------------------------- | ---------------------------- |
| 1.                           | 04.06.2017                   | Erywań                       | Armenia                      | Saint Kitts i Nevis          | 5:0                          |                              | Mecz towarzyski              |

## Sukcesy

### Piunik Erywań
- Mistrzostwo Armenii (1×): 2014/2015
- Puchar Armenii (3×): 2012/2013, 2013/2014, 2014/2015
- Superpuchar Armenii (1×): 2015